# Mosel Musikfestival
Das Mosel Musikfestival ist ein jährlich stattfindendes internationales Musikfestival in der Moselregion zwischen Trier/Luxemburg und Koblenz. Das Programm umfasst neben dem Schwerpunkt Kammermusik auch Orchestermusik der Klassik, Romantik und Moderne, Barock- und Vokalkonzerte. Außerdem werden auch Crossover-Veranstaltungen mit Inhalten aus Jazz, Swing und Chanson angeboten.

## Geschichte
1985 fanden zum ersten Mal auf Initiative von Hermann Lewen, damals Kulturreferent in Bernkastel-Kues, die Mosel Festwochen statt, zuerst im Turnus von zwei Jahren. Ziel der Veranstaltungsreihe war die kulturtouristische Belebung der Moselregion. Erste Hauptspielstätte war der Barocksaal im ehemaligen Kloster Machern in Bernkastel-Kues.
Seit 1991 ist das Musikfestival Teil des Kultursommers Rheinland-Pfalz und wird jährlich organisiert. Die Konzerte finden an Stätten wie Kirchen, Klöstern, Burgen, Schlössern und in alten Weinkellern statt. Die Basilika Trier, das Kurfürstliche Palais Trier und der Barocksaal Kloster Machern, Bernkastel-Kues sind Hauptspielorte. Aufgetreten sind Solisten und Orchester wie Peter Schreier, Barbara Hendricks, Frank-Peter Zimmermann, Thomas Quasthoff, Simone Kermes, Valer Barna-Sabadus, Mischa Maisky, Klaus Florian Vogt und viele mehr.
2007 wurde die Veranstaltungsreihe in die European Festivals Association (EFA) aufgenommen und im Jahr darauf auf den gesamten Moselraum ausgedehnt, so dass über 30 Stätten bespielt werden.
Seit 2007 eine eigene GmbH mit den Gesellschaftern der Landkreise Trier-Saarburg, Bernkastel-Wittlich, Cochem-Zell, Mayen-Koblenz der Verbandsgemeinde und Stadt Bernkastel-Kues, firmiert es seit 2012 als gemeinnützige Veranstaltungsgesellschaft (Mosel Musikfestival gemeinnützige Veranstaltungsgesellschaft mit beschränkter Haftung) und wird gefördert durch das Land Rheinland-Pfalz.